# Yvonne Elliman
Yvonne Elliman (ur. 29 grudnia 1951) – amerykańska wokalistka, autorka tekstów, kompozytorka.

## Młodość
Yvonne Marianne Elliman urodziła się 29 grudnia 1951 w Honolulu na Hawajach. Ojciec był półkrwi Irlandczykiem, matka miała pochodzenie japońsko-hawajskie. Muzyką zainteresowała się podczas nauki w szkole średniej; założyła wtedy amatorski zespół We Folk, w którym była wokalistką. Jeszcze przed ukończeniem nauki w szkole średniej im. Theodore'a Roosevelta wyjechała do Londynu, gdzie występowała na ulicach i w barach. Po pewnym czasie została zaangażowana na stałe w klubie folkowym Pheasantry przy Kings Road w Chelsea.

## Rola Marii Magdaleny
W tym czasie dwaj młodzi twórcy odwiedzali muzyczne kluby Londynu, poszukując odtwórców głównych ról dla swego projektu: ambitnej rock opery opisującej męczeństwo i śmierć Jezusa Chrystusa. Gdy Andrew Lloyd Webber i Tim Rice trafili na koncert z udziałem Elliman w Pheasantry, natychmiast zaangażowali ją do roli Marii z Magdali. Podczas sesji nagraniowej, zafascynowani głosem wokalistki, postanowili do gotowego już projektu dopisać utwór wykonywany wyłącznie przez Elliman. Wybrali skomponowany przez siebie już w 1967 utwór Kansas Morning, do którego Rice dopisał nowy tekst. Tak powstały utwór I Don't Know How To Love Him - przejmujące wyznanie miłości - stał się najsłynniejszym fragmentem rockowej opery Jesus Christ Superstar. Płyta trafiła na rynek w październiku 1970, a sam utwór ukazał się na singlu (na stronie B znalazł się - również zarejestrowany z udziałem Elliman - utwór Everything's Alright).
Elliman występowała w broadwayowskim musicalu opartym na Jesus Christ Superstar, który miał premierę w 1971; dwa lata później zagrała również rolę Marii Magdaleny w filmowej adaptacji musicalu, wyreżyserowanej przez Normana Jewisona.

## Lata 70.
Wielka popularność I Don't Know How To Love Him doprowadziła do szybkiego podpisania przez Elliman kontraktu płytowego. Debiutancki album z 1972, Yvonne Elliman (znany też jako I Don't Know How To Love Him), podobnie jak Food Of Love z 1973, wydany przez należącą do muzyków Deep Purple firmę Purple Records (zawierał m.in. efektowną przeróbkę I Can't Explain The Who, nagraną z udziałem samego Pete'a Townshenda) i o dwa lata późniejszy Rising Sun (nagrany dla należącej do Erica Claptona RSO Records i wyprodukowany przez Steve'a Croppera), nie podbiły list przebojów. Dużą popularność zyskały za to single, zawierające efektowne przeróbki nagrań innych artystów - Hello Stranger (oryginał znany z wykonania Barbary Lewis) przez cztery tygodnie zajmował pierwszą pozycję na listach przebojów w USA, wysokie miejsce zajął też wydany na singlu cover The Bee Gees Love Me.
W 1974 Yvonne Elliman rozpoczęła kilkuletnią współpracę z Erikiem Claptonem, wchodząc w skład jego zespołu i biorąc udział w nagraniu płyt 461 Ocean Boulevard (1974), There's One In Every Crowd, EC Was Here (obie 1975), No Reason To Cry (1976) i Slowhand (1977) oraz uczestnicząc w jego trasach koncertowych. Równolegle nagrywała własne płyty i za sprawą utworu tytułowego Love Me z 1976, autorstwa Barry'ego i Robina Gibbów z Bee Gees, wreszcie zaistniała na listach, dochodząc do 68. miejsca na liście Billboardu. Jeszcze lepiej poradził sobie o dwa lata późniejszy Night Flight, docierając do 40. miejsca, w czym wydatnie pomogła przeróbka If I Can't Have You The Bee Gees. Utwór ten w wykonaniu Elliman znalazł się również na ścieżce dźwiękowej do filmu Gorączka sobotniej nocy.
Ostatnim na długie lata albumem Elliman z premierowym materiałem był wydany w 1979 Yvonne, sprzedający się jednak znacznie słabiej od poprzedników mimo popularnego singla Love Pains.

## Późniejsza kariera
W latach 80. Yvonne Elliman przeniosła się na stałe do Stanów Zjednoczonych i postanowiła poświęcić się życiu rodzinnemu. W pierwszej połowie lat 70. poślubiła Billa Oakesa, jednego z dyrektorów RSO Records; małżeństwo przetrwało kilka lat. W roku 1981 Elliman wyszła za mąż za Wade'a Hymana; w roku 1982 przyszła na świat córka Sage, trzy lata później urodził się syn Benjamin.
W tym czasie Elliman nagrywała jedynie pojedyncze piosenki z przeznaczeniem na ścieżki dźwiękowe popularnych filmów, zaśpiewała m.in. piosenkę do filmu Gry wojenne (1983). Oprócz rodzinie, poświęciła się też swojej drugiej pasji: pieczeniu (jej ciasteczka z rabarbarem zdobyły pierwszą nagrodę w kalifornijskim konkursie wypieków Malibu Prize Cook-Off w 1998 roku). W tym czasie jedynymi sygnowanymi przez nią płytami były składanki największych przebojów.
W 2001 Elliman przeniosła się na stałe na Hawaje. W 2003 została zaproszona na koncert ku czci Sir Tima Rice'a w El Paso w Teksasie. Gorące przyjęcie sprawiło, że Elliman zaczęła poważnie rozważać powrót do nagrywania i koncertowania. W 2004 ukazała się pierwsza od ćwierć wieku płyta z premierowym materiałem wokalistki: całkowicie autorski EP Simple Needs. Elliman zaczęła też regularnie występować, przede wszystkim na Hawajach. W 2006 wraz z dawną obsadą filmu Jesus Christ Superstar wystąpiła na koncercie Teda Neeleya - odtwórcy roli Chrystusa i popularnego wykonawcy muzyki chrześcijańskiej, który inaugurował trasę Neeleya z kameralną wersją musicalu.